# Terrorisme en 2004
Chronologie du terrorisme
- 2000
- 2001
- 2002
- 2003
- 2004
- 2005
- 2006
- 2007
- 2008

2004 est l'année où il y a le moins d'attaques terroristes au XXIe siècle. Elles sont au nombre de 1161. Cependant, le nombre de victimes augmente en comparaison de l'année précédente. Leur nombre passe de 3271 à 5713.

## Événements

### Janvier
- 10 janvier, Irak : un attentat à la voiture piégée devant le quartier général américain à Bagdad fait vingt-quatre morts et plus de cent blessés[réf. nécessaire].

### Février
- 1er février, Irak : cent cinq personnes sont tuées et plus de deux cents blessées dans un double attentat-suicide à Erbil, contre les sièges des deux principaux partis kurdes en Irak[2],[3].
- 6 février, Russie : une bombe explose dans une rame de métro à Moscou, tuant quarante personnes[4],[5].
- 10 février, Irak : un attentat-suicide devant un commissariat de police d'Iskandariyah, au sud de Bagdad, fait cinquante-cinq morts et soixante-sept blessés[réf. nécessaire].
- 11 février, Irak : un attentat-suicide contre le centre de recrutement de l'armée irakienne fait quarante-sept morts[6].
- 23 février, Irak : un attentat-suicide contre un commissariat de police d'un quartier kurde de Kirkouk, au nord de Bagdad, fait huit morts et quarante-cinq blessés[réf. nécessaire].
- 27 février, Philippines : l'explosion d'une bombe à bord du Superferry 14 fait cent seize victimes. L'attentat est revendiqué par Abou Sayyaf[7].

### Mars
- 2 mars, Irak : une série d'attentats tue cent quatre-vingts personnes et en blesse environ cinq cent cinquante à Kerbala[3],[8].
- 11 mars, Espagne : une série d'attentats à la bombe à Madrid, dans des trains de banlieue, font cent quatre-vingt onze morts et plus de mille cinq cents blessés[5],[9].
- 29 mars, Ouzbékistan : une série d'attentats à Tachkent fait dix-neuf morts[10].
- 30 mars, Ouzbékistan : une seconde série d'attentats à Tachkent fait vingt-trois morts[10].

### Avril
- 21 avril, Irak : soixante-quatorze personnes sont tuées et plus de cent soixante blessées dans cinq attentats à la voiture piégée contre la police irakienne à Bassorah et à Zoubeïr, dans le sud de l'Irak[3],[11].

### Mai
- 1er mai, Arabie saoudite : six Occidentaux (trois Américains, deux Britanniques et un Australien) sont tués dans un attentat contre une filiale de la société helvético-suédoise ABB à Yanbu[12].
- 9 mai, Tchétchénie : le président tchétchène Akhmad Kadyrov est assassiné lors de l'explosion d'une bombe, alors qu'il assistait de sa tribune officielle à la parade militaire commémorant à Grozny la victoire de la Seconde Guerre mondiale[13].
- 17 mai, Irak : le président du conseil de gouvernement provisoire irakien, Abdel Zahra Osmane Mohammad, est tué à Bagdad, dans un attentat à la voiture piégée qui fait une dizaine de victimes[14]
- 29 mai, Arabie saoudite : une série d'attaques à Khobar, attribuée à Al-Qaïda, fait seize morts, dont neuf civils[réf. nécessaire].

### Juin
- 1er juin, Irak : un attentat-suicide à la voiture piégée contre une base américaine à Baiji, au nord de Bagdad, fait onze morts et vingt-six blessés[réf. nécessaire].
- 17 juin, Irak : un attentat à la voiture piégée à Bagdad fait quarante-et-un morts et une centaine de blessés[15].
- 21 et 22 juin, Ingouchie : une vague d'attentats terroristes à Nazran, capitale d'Ingouchie, fait quatre-vingt-quinze morts[réf. nécessaire].
- 24 juin, Irak : une série d'attentats dirigés contre la police, au nord et à l'ouest de Bagdad, font plus de cent morts[3].
- 25 juin, Turquie : deux attentats suicides, à Ankara et Istanbul, à la veille de la visite de George W. Bush font au moins trois morts et seize blessés[réf. nécessaire].

### Juillet
- 28 juillet, Irak : un attentat à la voiture piégée à Bakouba fait soixante-huit morts et cinquante-six blessés[16].

### Août
- 24 août, Russie : la destruction en vol par des actions-suicide terroristes de deux avions de ligne Tu-154 et Tu-134, au-dessus de Toula et de Rostov-sur-le-Don, fait quatre-vingt-dix morts[réf. nécessaire].
- 24 août, Russie : un attentat à la bombe dans la station de métro de Moscou Kachirskoïe Chossé fait douze blessés[réf. nécessaire].
- 29 août, Afghanistan : un attentat à la voiture piégée, à Kaboul, fait au moins douze morts et une trentaine de blessés[réf. nécessaire]. Les talibans visaient la société militaire privée américaine Dyncorps, chargée de la protection du président Hamid Karzai[réf. nécessaire].
- 31 août, Israël : deux hommes se font exploser dans deux autobus de la banlieue de Beersheva, dans le sud d'Israël, tuant seize personnes et blessant au moins quatre-vingts autres. Cet attentat est revendiqué par le Hamas[réf. nécessaire].
- 31 août, Russie : une femme se fait exploser devant la station de métro Rijskaïa, faisant au moins dix morts et une cinquantaine de blessés[17]

### Septembre
- 1er au 3 septembre, Russie : la prise d'otages de Beslan, en Ossétie du Nord, se conclut par un assaut des forces militaires russes et fait trois cent trente et un morts et plus de quatre cents blessés[18].
- 9 septembre, Indonésie : un attentat contre l'ambassade australienne à Jakarta fait neuf morts et plus de cent soixante blessés. L'attaque est revendiquée par la Jemaah Islamiyah, considérée comme proche d'Al-Qaïda[réf. nécessaire].
- 14 septembre, Irak : une voiture piégée explose devant le quartier général de la police à Bagdad, faisant quarante-sept morts et cent quatorze blessés[réf. nécessaire].
- 30 septembre, Irak : Une série d'attentats à la bombe à Bagdad fait quarante et un morts — dont trente-quatre enfants — et cent trente et un blessés[19].

### Octobre
- 7 octobre, Égypte : triple attentat à la voiture piégée à Taba et à Ras Chetan dans le Sinaï contre des touristes israéliens, faisant 32 morts[20].
- 26 octobre, Israël : 6 personnes sont tuées et plus de 30 autres sont blessées dans un attentat suicide palestinien sur le principal marché de Hadera. Le Djihad islamique revendique cet attentat, présenté comme un acte de représailles à la mort d'un chef de l'organisation tué par l'armée israélienne en Cisjordanie.

### Novembre
- 6 novembre, Irak : Une série d'attentats à la voiture piégée à Samarra fait 42 morts et 62 blessés[21].
- 9 novembre, Irak : Une série d'attaques à Bakouba fait 45 morts et 32 blessés[22].
- 11 novembre, Irak : Un attentat à la voiture piégée à Bagdad fait 17 morts et 20 blessés[23].

### Décembre
- 5 décembre, Israël : Un kamikaze se fait exploser devant le centre commercial Sharon à Netanya, faisant au moins cinq morts et une quarantaine de blessés. D'après la chaîne de télévision du Hezbollah libanais, l'aile militaire du Djihad islamique, les Brigades de Jérusalem, a revendiqué cet attentat.
- 6 décembre, Arabie saoudite : attentat contre le consulat américain de Djeddah ; 5 personnes sont tuées ainsi que 3 assaillants[24].
- 14 décembre, Irak : Un attentat suicide à Mossoul fait 14 morts et 50 blessés[25].